# Opostega amphimitra
Opostega amphimitra là một loài bướm đêm thuộc họ Opostegidae. Nó được Edward Meyrick miêu tả năm 1913. Nó được tìm thấy ở Transvaal in Nam Phi.
Con trưởng thành bay từ tháng 12 đến tháng 2.